# RUNAWAY (吉川晃司の曲)
「RUNAWAY」（ランナウェイ）は、吉川晃司が1997年12月3日にリリースした25枚目のシングル。

## 収録曲
1. RUNAWAY
作詞：松井五郎／作曲：吉川晃司／編曲：吉川晃司、菅原弘明
2. SOLITUDE
作詞：松井五郎／作曲：吉川晃司／編曲：吉川晃司、菅原弘明
3. RUNAWAY（オリジナル・カラオケ）

## 収録アルバム
- RUNAWAY
  - HEROIC Rendezvous（1998年）
  - SINGLES+（2014年）
- SOLITUDE
  - HEROIC Rendezvous（1998年）